# Glenfield, New South Wales
Glenfield är en del av en befolkad plats i Australien. Den ligger i kommunen Campbelltown Municipality och delstaten New South Wales, i den sydöstra delen av landet, omkring 31 kilometer väster om delstatshuvudstaden Sydney. Antalet invånare är 6 758.
Runt Glenfield är det tätbefolkat, med 591 invånare per kvadratkilometer.. Närmaste större samhälle är Liverpool, nära Glenfield. 
I omgivningarna runt Glenfield växer i huvudsak städsegrön lövskog. Genomsnittlig årsnederbörd är 1 288 millimeter. Den regnigaste månaden är februari, med i genomsnitt 215 mm nederbörd, och den torraste är juli, med 34 mm nederbörd.